# Канал Рейн — Херне
Рейн — Хе́рне (нем. Rhein-Herne-Kanal) — канал в Германии, соединияющий Рурский регион с остальной частью федеральной земли Северный Рейн-Вестфалия и другими землями Германии. Длина — 45,6 км. Глубина — 3,5 метра.
Начинается у Рейна от города Дуйсбург и оканчивается соединением с каналом Дортмунд — Эмс у города Вальтроп.
На канале расположены следующие города: Дуйсбург, Оберхаузен, Эссен, Ботроп, Гельзенкирхен, Херне, Реклингхаузен, Кастроп-Рауксель, Вальтроп, Даттельн.

## Шлюзы
На канале Рейн — Херне функционирует пять шлюзов: Майдерихский шлюз, Оберхаузенский шлюз, Гельзенкирхенский шлюз, Шлюз Ванне-Айкель, Шлюз Херне-Ост.

## История
Канал был построен за восемь лет в период с 5 апреля 1906 по 14 июля 1914 года. Первоначально канал заканчивался в городе Херне, что отразилось в названии канала. В 1980-х годах канал был расширен.
По каналу ходят суда, построенные специально для работы на канале. Их грузоподъемность составляет от 1300 до 1350 тонн, максимальная осадка — 2,5 метра, длина порядка 80 метров, максимальная ширина — 9,5 метров.